# Charlotte Schrötter-Radnitz
Charlotte Schrötter-Radnitz, tschechisch Lotte Radnitz-Schroetterová, auch Lotte Frumi, (* 18. April 1899 in Prag; † 1986 in Venedig) war eine tschechisch-italienische Malerin.

## Leben
Sie war  eine der drei Töchter von Martha und Otto Radnitz, Leiter einer Zuckerfabrik. Ihre ältere Schwester Gerty Cori (1896–1957) wurde 1947 Nobelpreisträgerin.
Charlotte Radnitz studierte Malerei in den Jahren 1919–1922 an der Akademie der Bildenden Künste Prag bei  Franz Thiele. 
Sie war Mitglied des deutschen Kunstvereins und eines der Gründungsmitglieder der Gruppe deutschsprachiger Künstler Junge Kunst sowie der neuen Prager Secession. Während eines Studienaufenthaltes in Paris 1924 traf sie Maurice Utrillo und Chaim Soutine. Die Jahre 1925 und 1926 verbrachte sie in Berlin beim Meisterstudium an der Berliner Akademie der Künste. 
Im Jahre 1926 vertrat sie die Tschechoslowakei bei dem Biennale in Venedig. 
Sie heiratete den Maler Richard Schrötter und kam in der Mitte der zwanziger Jahre mit ihm nach Venedig. Nach der Scheidung heiratete sie 1929 Guido Ehrenfreund und gemeinsam mit ihm italianisierte sie ihren Nachnamen auf Frumi.
Während des Zweiten Weltkriegs, nachdem ihre Mutter in ein Konzentrationslager deportiert wurde, fand sie Zuflucht in der Toskana. Viele ihrer Werke gingen damals verloren.
1945 kam sie zurück nach Venedig. Ab 1962 war sie mit dem amerikanischen Dichter Ezra Pound befreundet. 1966 fielen viele ihrer Werke der Hochwasserkatastrophe in Venedig zum Opfer.